# Ammotrecha araucana
Espèce
Ammotrecha araucana est une espèce de solifuges de la famille des Ammotrechidae.

## Distribution
Cette espèce est endémique du Chili. Elle se rencontre vers Casablanca.

## Description
La femelle holotype mesure 22 mm.

## Publication originale
- Mello-Leitão, 1942 : Novos Solifugos do Chile e do Mexico. Annaes da Academia Brasileira de Sciencias Rio de Janeiro, vol. 14, no 4, p. 305-313 (texte intégral).